# Basiphyllaea
Basiphyllaea es un género con siete especies de orquídeas. Es nativo de las Antillas Mayores.

## Taxonomía
El género fue descrito por Rudolf Schlechter y publicado en Repertorium Specierum Novarum Regni Vegetabilis 17: 77. 1921.

## Especies
- Basiphyllaea carabiaiana (L.O.Williams) Sosa & M.A.Díaz
- Basiphyllaea corallicola (Small) Ames
- Basiphyllaea hamiltoniana Ackerman & Whitten
- Basiphyllaea hoffmannii M.A.Díaz & Llamacho
- Basiphyllaea sarcophylla (Rchb.f.) Schltr.
- Basiphyllaea volubilis (M.A.Díaz) Sosa & M.A.Díaz
- Basiphyllaea wrightii (Acuña) Nir